# 4567 Becvar
4567 Becvar је астероид главног астероидног појаса са средњом удаљеношћу од Сунца која износи 2,585 астрономских јединица (АЈ).
Апсолутна магнитуда астероида је 13,3.